# Olan (montaña)
El Olan (l'Olan en francés) (3.564 m) es una montaña en el macizo des Écrins en los Alpes franceses. Domina los valles de Valgaudemar, Valjouffrey, y Vénéon en el corazón del parque nacional de Écrins.

## Ascensión

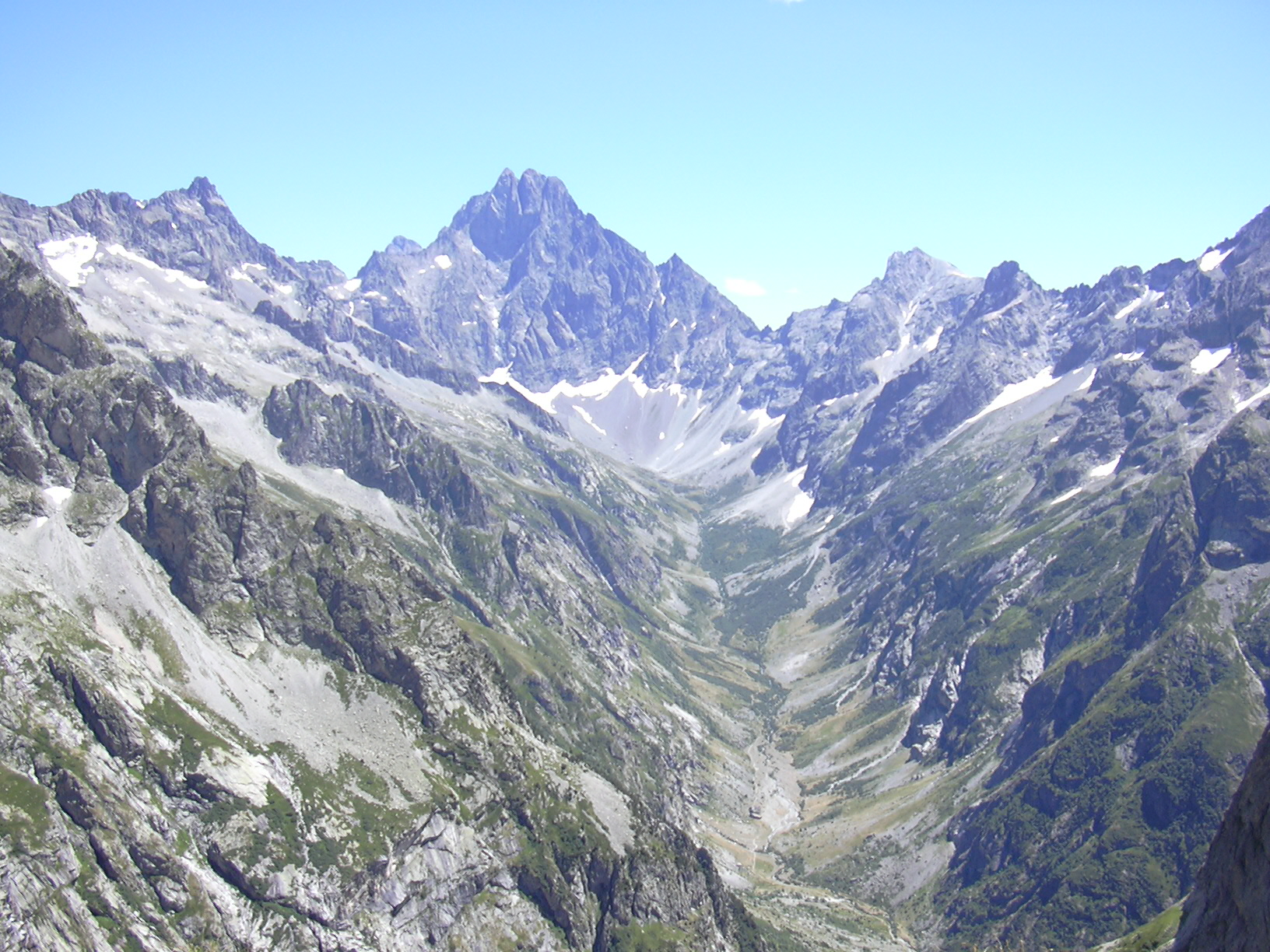
Vista del pico Olan desde un camino que conduce al Coldes Berches con vistas al valle que conduce al refugio Font-Turbat.

La primera ascensión de la montaña la hicieron Pierre Gaspard (padre), Ch. Roderon y A. Cust en agosto de 1880.
Las grandes rutas clásicas del Olan son difíciles, y la pobre calidad de la roca hace que la escalada sea bastante peligrosa. Las rutas en la cara noroeste, desde el refugio Font-Turbat, incluyen: arista norte (AD), Couzy-Desmaison (ED), Devies-Gervasutti (TD), y la arista Candau (D). En la cara sudoeste está el 'Pilier Nounours' ("Pilar osito de peluche", TD), una ruta moderna que fue bien equipada con bolts por J-M. Cambon.

## Geología
El Olan está formado por una base de granito, con un "sombrero" de gneiss (véase fotos en geol-alp.com).

## Cabañas
- Refugio de Font-Turbat (cara norte)
- Refugio de l'Olan (cara sur)

## Clasificación SOIUSA
Según la clasificación SOIUSA, el Olan pertenece:
- Gran parte: Alpes occidentales
- Gran sector: Alpes del sudoeste
- Sección: Alpes del Delfinado
- Subsección: Macizo des Écrins
- Supergrupo: Cadena Olan-Rouies
- Grupo: Grupo del Olan
- subgrupo: Nudo del Olan
- Código: I/A-5.III-D.15.a